# Бідзіля Василь Іванович
Васи́ль Іва́нович Бідзі́ля (23 березня 1936, Сасово — 9 січня 1999, Київ) — український археолог, історик.

## Біографія
Народився 23 березня 1936 року в селі Сасовому (тепер Виноградівського району Закарпаття) в багатодітній селянській родині. В рідному селі закінчив початкову школу, потім Хустське педагогічне училище, після якого поступив на історичний факультет Київського державного університету імені Т. Г. Шевченка. З першого курсу на канікулах ходив в палеонтологічні та археологічні експедиції, набирав досвід наукових розкопок. Далі навчався в аспірантурі в Інституті археології АН УРСР, захистив кандидатську дисертацію, що стосувалася історіографії проживаючих в Карпатській улоговині племен в останній чверті 1-го тисячоліття до нашої ери. Ці матеріали викладені в монографії «Історія культури Закарпаття на рубежі нашої ери» (Київ, «Наукова думка», 1971). Проводив наукову роботу, постійно брав участь в експедиціях, у тому числі і на Закарпатті — Новоклиново (Aklihegy), Веряця.
Основним досягненням науковця були розкопки у 1969 році скіфського кургану «Гайманова могила». На початку року він очолив новостворену Запорізьку наукову археологічну експедицію Інституту археології АН УРСР, з якою і поїхав на Запоріжжя в «Долину царських скіфських курганів» на берегах Дніпра у Василівському районі. На розкопках цього величезного кургану (висота 9 м, діаметр — 70 м, глибина захоронень — більше 10 м) вперше в практиці розкопок було використано бульдозери, грейдери і шахтні кріплення тунелів. Знайдені в могилі золоті та срібні побутові предмети (більше 20 найменувань, крім дрібних прикрас і всяких «фібул») скіфських царів на той період за науковою цінністю були самими видатними в археології Європи з 1912 року («Чортомлик»). Золота чаша «Братина», ритони та срібні ковші відразу були відправлені до Ермітажу в Ленінград для консервації. Про ці розкопки В. І. Бідзілі у 1969–1970 роках писала європейська і світова преса, у тому числі «Кур'єр ЮНЕСКО», радянські газети і журнали, наукові журнали. Зараз ці матеріали зберігаються у Скарбниці Національного музею історії України. Про них написано і в «Большой советской энциклопедии». У 1989—1997 рр. очолював самофінансований новобудовний підрозділ Інституту археології НАН України — Науково-виробничий кооператив «Археолог».
Помер 9 січня 1999 року після важкої хвороби. Похований в Києві на «Південному цвинтарі».
Залишив двох синів:
- Олексій — біолог-зоолог (Київський національний університет імені Т. Г. Шевченка);
- Андрій — комп'ютерна техніка (Ванкувер, Канада).

## Праці
Має понад 80 наукових публікацій. Серед них:
- Історія культури Закарпаття рубежу н. е. — К., 1971;
- Чорна металургія території України III ст. до н. е. — III ст. н. е. — К., 1982;
- Стародавні металурги українських Карпат. — Ужгород, 1978;
- Залізоплавильні горни середини I тис. н. е. на Південному Бузі // А., т. 15, 1963;
- Зарубинецьке поселення у с. Лютеж // МИА, 1969, №. 160 (у співавт.);
- Латенские традиции в черняховской культуре // КСИА, 1970, в. 121.;